# ناحیه راسه‌پوری
ناحیه راسه‌پوری از سال ۲۰۰۹ زیرمجموعه‌ای از اوسیما و یکی از ناحیه‌ها در فنلاند است.
جاذبه اصلی توریستی این منطقه، و همچنین یکی از ۱۰ جاذبه برتر گردشگری در فنلاند، قلعه راسه‌پوری است. فرض بر این است که این قلعه توسط رهبر شورای سلطنتی ماگنوس چهارم سوئد در سال ۱۳۷۰ ساخته شده‌است، علاوه بر این، تا قرن شانزدهم نیز پیشرفت‌های مستمری داشته‌است. قلعه برای دفاع از قلمرو سوئدی آن زمان (فنلاند جنوبی) طراحی شد. همچنین می‌تواند نقطه کانونی درگیری با دانمارکی‌ها و همچنین دزدان دریایی بوده باشد.

## شهرداری‌ها
| نشان ملی           | شهرداری         |
| ------------------ | --------------- |
| Hangon vaakuna     | هانکو (شهر)     |
| Inkoon vaakuna     | اینگو (شهرداری) |
| Raaseporin vaakuna | راسه‌پوری (شهر)  |